# Luís Domingues
Luís Domingues is een gemeente in de Braziliaanse deelstaat Maranhão. De gemeente telt 6.997 inwoners (schatting 2009).